# Dominum et Vivificantem

Wappen Johannes Paul II.

Dominum et Vivificantem (lat. (an den) Herrn und Lebensspender) vom 18. Mai 1986 ist die fünfte Enzyklika des Papstes Johannes Paul II., sie trägt den Untertitel: „Über den Heiligen Geist im Leben der Kirche und der Welt“. Gleichzeitig würdigt er die fast einhundertjährige Enzyklika Divinum illud munus des Papstes Leo XIII. vom 9. Mai 1897.

## Drei große Kapitel
In der Begrüßung und Einleitung geht der Papst auf die Urquelle des Glaubens an den heiligen Geist ein. Dabei stellt er heraus, dass „dieser Glaube, den die Kirche ununterbrochen bekennt, im Bewusstsein des Volkes Gottes immer wieder neu belebt und vertieft werden muss. In den letzten hundert Jahren ist dies schon mehrmals geschehen: von Leo XIII., der die Enzyklika »Divinum illud munus« (1897) herausgegeben hat, die vollständig dem Heiligen Geist gewidmet ist, zu Pius XII., der sich in der Enzyklika »Mystici corporis« (1943) auf den Heiligen Geist als das Lebensprinzip der Kirche bezieht, in der dieser zusammen mit Christus, dem Haupt des mystischen Leibes, wirkt; bis zum II. Vatikanischen Ökumenischen Konzil, das auf die Notwendigkeit hingewiesen hat, sich erneut der Lehre vom Heiligen Geist zuzuwenden, wie Paul VI. unterstrich, als er sagte: ‚Auf die Christologie und vor allem auf die Ekklesiologie des Konzils muss nun ein neues Studium und eine neue Verehrung des Heiligen Geistes folgen, eben als notwendige Ergänzung der Ehre des Konzils.‘“
Dieses Schreiben könne die überaus reiche Lehre vom Heiligen Geist nicht ausschöpfen; diese böte aber auch keine Lösung für offene Fragen; es sei in erster Linie beabsichtigt, in der Kirche das Bewusstsein dafür zu entwickeln, „dass sie im Heiligen Geist angetrieben wird, mitzuwirken, dass der Ratschluss Gottes, der Christus zum Ursprung des Heils für die ganze Welt bestellt hat, tatsächlich ausgeführt werde“.

### Erstes Kapitel
Dieses Kapitel trägt die Überschrift Der Geist des Vaters und des Sohnes, ein Geschenk an die Kirche, in ihm will Johannes Paul II. darlegen, wie sich die Einigkeit von Gott Vater, Gott Sohn und Heiligem Geist begründet. Gleichzeitig stellt er die Verbindung zur Kirche her: Unter dem Schutz des Heiligen Geistes stehend, erhalte die Kirche ein großes Geschenk. Die Aussendung des Heiligen Geistes, sei durch den auferstandenen Christus mit den Worten „Empfangt den Heiligen Geist“ angekündigt worden und spiegele sich in der Kirchenzeit wider.

### Zweites Kapitel
In diesem Kapitel, welches er mit den Worten Der Geist, der die Welt ihrer Sünde überführt überschreibt, geht der Papst auf die Sünde und die Gerechtigkeit ein. Er beschreibt das Zeugnis des Pfingsttages und führt auf die Ursünde zurück, welche durch den Heiligen Geist in heilbringende Liebe verwandelt worden sei.

### Drittes Kapitel
Im letzten Kapitel geht es ihm um den Geist, der lebendig macht. Er legt den Grund für das Jubiläum des Jahres 2000 dar und verweist auf die Gnade des Geistes. Weiterhin erklärt er, wie der Heilige Geist im inneren Konflikt des Menschen zu begreifen und zu verstehen sei, um dann auf die Kirche und die innige Einheit mit Gott einzugehen.

## Würdigung
Mit dieser Enzyklika wurde die Pneumatologie des Zweiten Vatikanischen Konzils bereits auf das Heilige Jahr 2000 ausgerichtet. Als Grund für das Jubiläum wird angegeben, dass in Christus, „empfangen vom Heiligen Geist“ die Gnade erschienen sei. Dieser Geist und die Kirche als Braut Christi erwarten die Wiederkunft des Herrn und würden beten: Maranatha, komm.